# Silnice II/142
Silnice II/142 je silnice II. třídy, která vede z Volyně do Netolic. Je dlouhá 28 km. Prochází jedním krajem a dvěma okresy.

## Vedení silnice

### Jihočeský kraj, okres Strakonice
- Volyně (křiž. I/4)
- Litochovice (křiž. III/1421, III/1422)
- Čepřovice (křiž. III/1423, III/14213)
- Jiřetice
- Koječín (křiž. III/14214)
- Bavorov (křiž. II/141, III/14216, III/14217, peáž s II/141)
- Čichtice (křiž. III/14218, III/14220)

### Jihočeský kraj, okres Prachatice
- Velký Bor (křiž. III/14221, III/14225)
- Netolice (křiž. II/145)